# Director de animación

GIF animado de "El gato Félix" (1919) de Pat Sullivan.

Un director de animación, en una producción animada es el director a cargo del equipo de animadores.  Trabaja en colaboración con el director general y debe guiar y supervisar al equipo de animadores durante el proceso de producción. 
Guiados por el director general también se encuentran el director de arte, director de modelado y director técnico, entre otros. 